# Carl Rönnquist
Carl Ludvig Rönnquist, född 1871 i Sverige, död 1932 troligen i Boston, var en svensk-amerikansk målare och dekorationsmålare.
Rönnquist var morbror till Erik Sundblad. Han utvandrade tidigt till Amerika och bosatte sig i Chicago. Han återvände till Europa för att studera konst för Otto Seitz i München 1894-1897 därefter studerade han kortare perioder i Berlin och Paris. Vid återkomsten till Amerika fick han till stor försörja sig som dekorationsmålare och först i slutet av sitt liv blev han etablerad som konstnär och kunde ägna sig åt ett mer fritt stafflimåleri.